# پاول وربا
پاول وربا (انگلیسی: Pavel Vrba؛ زادهٔ ۶ دسامبر ۱۹۶۳) بازیکن سابق و مربی فوتبال اهل جمهوری چک است.

## باشگاهی
از باشگاه‌هایی که در آن بازی کرده‌است می‌توان به بانیک استراوا اشاره کرد.
وربا همچنین سابقه مربی‌گری در تیم‌های بانیک استراوا، ژیلینا، ویکتوریا پلزن و تیم ملی فوتبال جمهوری چک را در کارنامه دارد.